# Yan Carlos Martínez
Yan Carlos Martínez Moreno (Quibdó, Colombia, 25 de junio de 1990) es un futbolista profesional colombiano. Se desempeña en el terreno de juego como defensa central y su actual equipo son los Jarabacoa FC de la Liga Dominicana de Fútbol. 

## Clubes
| Club                                  | País                 | Año                 | Partidos | Goles |
| ------------------------------------- | -------------------- | ------------------- | -------- | ----- |
| C.A. Boca Juniors De Cali             | Colombia             | 2007 - 2009         | ?        | ?     |
| Envigado Fútbol Club                  | Colombia             | 2009 - 2010         | ?        | ?     |
| Corporación Deportiva Gallegol        | Colombia             | 2011 - 2012         | ?        | ?     |
| Atlético Bucaramanga                  | Colombia             | 2012 - 2013         | ?        | ?     |
| Itagüí Leones FC                      | Colombia             | 2014 - Apertura     | ?        | ?     |
| Club Deportivo Monserrate             | Colombia             | 2014 - 2015         | ?        | ?     |
| Tigres Fútbol Club                    | Colombia             | 2016 - Apertura     | ?        | ?     |
| Associação Desportiva Cabense         | Brasil               | 2016 - Clausura     | ?        | ?     |
| AS Nova Prata                         | Brasil               | 2017 - 2018         | ?        | ?     |
| URSO União Recreativo Social Olímpico | Brasil               | 2018 - Apertura     | ?        | ?     |
| Alianza Atlético                      | Perú                 | 2018 - 2019         | ?        | ?     |
| Delfines del Este FC                  | República Dominicana | 2019 - 2020         | ?        | ?     |
| Jarabacoa FC                          | República Dominicana | 2021 - 2022         | ?        | ?     |
| Total en su carrera                   | Total en su carrera  | Total en su carrera | ?        | ?     |